# Vierte-Potenz-Gesetz
Das Vierte-Potenz-Gesetz (auch Vierte-Potenz-Regel genannt) besagt, dass die Beanspruchung einer Straße durch ein Kraftfahrzeug extrem größer wird, je größer die 
Achslast des betreffenden Fahrzeugs ist. Die Beanspruchung der Straße steigt proportional zur vierten Potenz der Achslast des die Straße befahrenden Fahrzeugs.
Diese Gesetzmäßigkeit wurde im Rahmen einer wissenschaftlichen Versuchsreihe am Ende der 1950er Jahre in den Vereinigten Staaten entdeckt und war maßgebend für die Entwicklung von Standardbauweisen im Straßenbau.

## Hintergrund
Zu Beginn der 1950er Jahre beschäftigte sich die American Association of State Highway Officials (kurz AASHO) mit der Frage, inwiefern die Größe der Achslast Auswirkungen auf die Lebensdauer einer Straßenbefestigung hat. Zu diesem Zweck wurde in mehrjähriger Bauzeit eine Versuchsstrecke in Ottawa (Illinois) gebaut, die aus sechs Schleifen mit jeweils zwei Fahrstreifen bestand. Die Fahrbahnen waren dabei sowohl mit Asphalt als auch mit Beton und in unterschiedlicher Dicke befestigt. Bei der zwei Jahre andauernden Versuchsreihe (so genannter AASHO Road Test) befuhren daraufhin Lastkraftwagen mit unterschiedlichen Achslasten nahezu ununterbrochen die Teststraßen.
Bei der Auswertung der Versuchsreihen konnte man feststellen, dass zwischen Deckendicke, Anzahl der Lastübergänge und Achslast ein Zusammenhang besteht und sich diese direkt auf die Lebensdauer und den Gebrauchszustand einer Straße auswirken. Die Lebensdauer der Straße wird dabei mit ungefähr der vierten Potenz der Achslast geringer.
Die Genauigkeit des Vierten-Potenz-Gesetzes ist in der Fachwelt umstritten, da die Versuchsergebnisse neben den oben genannten Faktoren auch noch von vielen anderen Einflüssen, wie etwa klimatischen Bedingungen, abhängen. Im Zuge der Einführung der LKW-Maut in Deutschland wurde 2008 beispielsweise die Fahrzeugfederung als die Beanspruchung verringernder Faktor erachtet, jedoch gilt die Vierte-Potenz-Regel weiterhin als einzige verallgemeinerbare Berechnungsmethode für Orientierungswerte.

## Rechenbeispiel
Ein Zahlenbeispiel soll veranschaulichen, wie unterschiedlich, dem o. g. Gesetz zufolge, ein PKW und ein LKW den Belag einer Straße beeinflussen. 
- PKW (Gesamtgewicht  2 t, 2 Achsen): Belastung je Achse:  1 t
- LKW (Gesamtgewicht 30 t, 3 Achsen): Belastung je Achse: 10 t

Die Belastung der Straße durch jeweils eine Achse (2 Räder) ist bei dem LKW also 10-mal so groß wie bei dem PKW. Die Beanspruchung (Schädigung) der Straße durch jeweils eine Fahrzeugachse ist der o. g. Versuchsreihe zufolge bei dem LKW jedoch 
{\displaystyle 10^{4}=10\cdot 10\cdot 10\cdot 10=10000}-mal so groß
wie bei dem PKW.
Wegen der drei Achsen des LKW verdreifacht sich dieser Wert, da der PKW aber nicht nur eine, sondern zwei Achsen hat, reduziert sich der Vergleichswert wieder auf die Hälfte, sodass für beide Fahrzeuge sich der folgende Beanspruchungsunterschied ergibt:
LKW : PKW = 15 000 :1
Das bedeutet, dass der PKW erst nach 15.000 Überfahrten so viel Schaden anrichtet wie der LKW beim einmaligen Befahren der Straße.
Daraus lässt sich ableiten, dass ein Großteil der Schäden in den Straßen durch den Schwerlastverkehr hervorgerufen wird und PKW nur einen sehr geringen Teil dazu beitragen. Die Faustformel wird zudem häufig als Argument für die urbane Radverkehrsförderung herangezogen, da dieser verglichen mit so gut wie jedem Kraftfahrzeug eine verschwindend geringe Abnutzung der Baumasse verursacht.

## Anwendung
Der AASHO Road Test hat gezeigt, dass sich die Schichtdicke des Straßenoberbaus maßgeblich auf dessen Lebensdauer auswirkt. Aus diesem Grund wurden Standardbauweisen entwickelt, die für unterschiedliche Belastungen herangezogen werden können. Um einen Vergleich der einzelnen Fahrzeugarten und deren Achslasten zu erhalten, werden diese auf eine 10-Tonnen-Achse umgerechnet. Die hieraus gewonnene Anzahl von 10-Tonnen-Achsübergängen bestimmt schließlich den Aufbau, der nach der Richtlinie für die Standardisierung des Oberbaues von Verkehrsflächen (RStO) ermittelt werden kann.